# عین (قبادلی)
عین (ترکی آذربایجانی: Əyin) یک منطقهٔ مسکونی در جمهوری آذربایجان است که در شهرستان قبادلی واقع شده است؛ در جمهوری آرتساخ است که در استان کاشاتاق واقع شده‌است.